# Button Eyes
Button Eyes (Yeux-de-Boutons) ou The Blind Prophet (le Prophète aveugle) est l'ultime personnage incarné par l'auteur-compositeur-interprète britannique David Bowie. Le chanteur apparaît sous ses traits dans les deux vidéoclips de son dernier album, Blackstar. Sa mort quelques jours après leur sortie confère au personnage un sens de message d'adieu.

## Genèse et description
Comme à son habitude depuis le Major Tom du début de sa carrière, Bowie se glisse pour ses derniers clips dans la peau d'un nouveau personnage, que leur réalisateur Johan Renck nomme Button Eyes,,. Pour décrire à Renck son intention, Bowie lui transmet une esquisse de portrait au crayon,, en indiquant « I want a mask with buttons for eyes. ». 
Button Eyes porte un bandage blanc sur les yeux, au droit desquels sont cousus deux boutons. Il est maigre et pâle, sa peau est ridée, ses lèvres rêches. 
Il est une des trois représentations de Bowie dans le clip Blackstar, que Renck décrit comme un aveugle tourmenté, introverti, vêtu d'un costume élimé. Métaphore du Bowie mortel, il s'oppose à deux autres personnages joués par l'artiste : un danseur souple aux allures de flambeur et une sorte de prêtre vêtu de noir, qui brandit comme sur une affiche de la Révolution culturelle un livre à la couverture noire, frappée d'une étoile de même couleur,,. 
Button Eyes apparait plus longuement dans le clip Lazarus : pendant la majeure partie du film il chante sur le lit d'hôpital où il git, entrant parfois en lévitation.
À au moins deux reprises, Bowie s'est déjà mis en scène sous les traits d'un personnage aveugle qui semble en oraison : dans les dernières images du clip de Loving The Alien en 1985 et sur la photographie de couverture de l'album Heathen en 2002.

## Interprétations
Est généralement mentionnée une similitude de forme avec l'héroïne éponyme du roman de Neil Gaiman Coraline et du film d'animation associé, qui dans un monde parallèle accepte de se laisser coudre des boutons aux yeux,. La journaliste Mary Anne Hobbs voit quant à elle dans Button Eyes une référence à une nouvelle de la peintre surréaliste mexicaine Leonora Carrington, White Rabbits, dont un personnage fait d'étoiles porte un bandage sur les yeux et s'appelle Lazarus. 
Pour Chris O'Leary, Bowie conçoit ce personnage comme l'« image officielle » de sa mort pour le public, son masque mortuaire. 
Pour Rolling Stone, les boutons évoquent les pièces d'argent qu'on déposait sur les yeux clos d'un défunt, rite funéraire qui lui permettrait de gagner l'au-delà, en payant par exemple le nocher Charon pour la traversée du Styx. Le magazine le décrit comme un « prophète aveugle et condamné », traçant un parallèle avec la cécité du devin mythologique Tirésias,. John O'Connell  voit quant à lui dans Button Eyes, à la lumière du Dictionnaire des sujets et des symboles dans l'art de James Hall (1974), soit un saint sur le point d'être exécuté, soit un symbole d’aveuglement spirituel ou moral ; dans une lecture qui renforce l'interprétation du clip comme un augure de la mort de l'artiste, il rapproche Button Eyes des vers de T.S. Eliott : « Il n'y a pas d'yeux ici / Dans cette vallée d'étoiles mourantes. » (Les Hommes creux).
Selon Johan Renck, une raison plus prosaïque des bandages est que Bowie craignait que la chimiothérapie qu'il suivait alors ne le privât de ses cheveux au moment du tournage : il y voyait un moyen de masquer son crâne,.